# Sansa

Sansa® — зарегистрированный товарный знак

Sansa (Санза) — торговая марка серии портативных проигрывателей с флеш-памятью компании SanDisk.
Санза — второй в мире по популярности бренд портативных аудиоплееров после iPod.
Название Sansa образовано от сокращения слов SanDisk Super Audio.

## Возможности

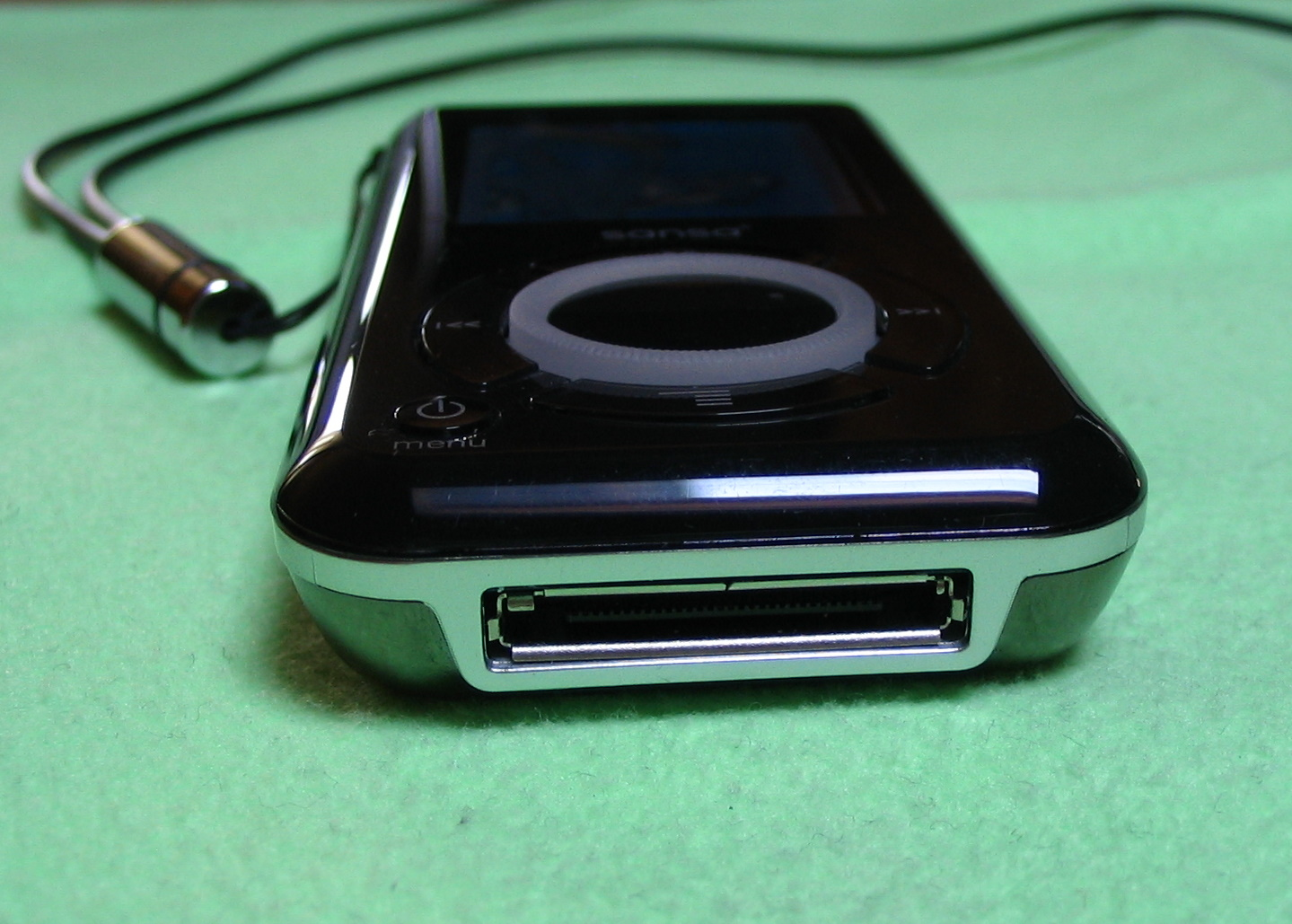
30-контактный разъём (Sansa e260)

Серия цифровых аудиоплееров Sansa использует флеш-память в качестве хранилища информации.
Многие модели оснащены встроенным УКВ|FM радиоприемником, а также микрофоном и цифровым MP3-диктофоном. Многие снабжены microSDHC-слотом.
Портативные мультимедийные проигрыватели имеют небольшой прямоугольный 30-контактный разъём для подключения к компьютеру (посредством кабеля sansa—usb), адаптеру питания или к медиацентру, снабжённому надписью: «Made for Sansa».
Sansa Slotplayer
Группа портативных проигрывателей, главное назначение которых - проигрывание slotRadio™ — microSD, содержащая ≈1000 композиций в защищённом формате . Плееры проигрывают также обычные microSD с файлами mp3 и WAV.
- slotRadio Bundle
- slotRadio player
- slotMusic player

## Устаревшие модели

### Sansa Fuze

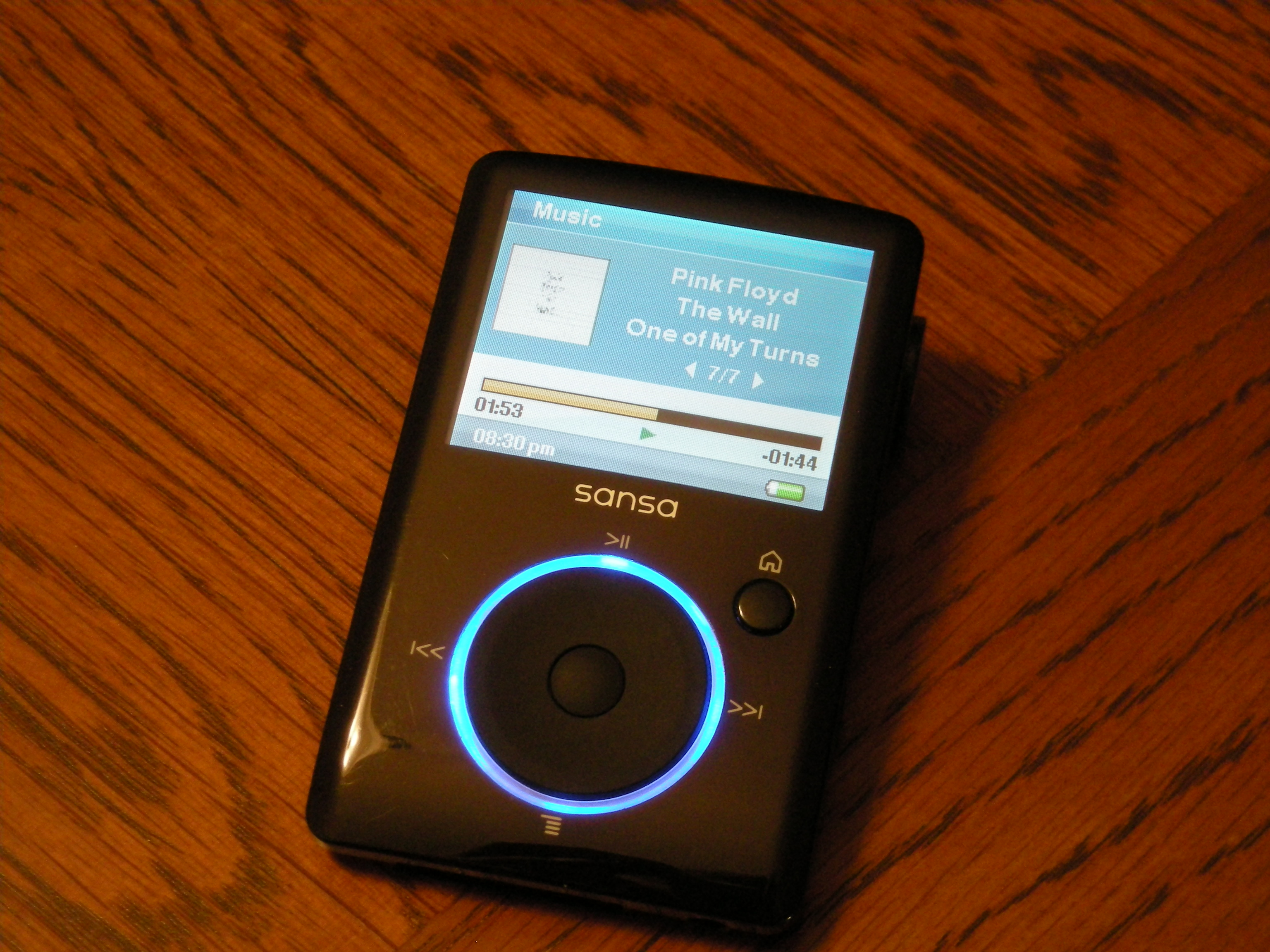
Sansa® Fuze™

Портативный мультимедийный проигрыватель, премьера состоялась 8 марта 2008 года. Воспроизводит видео, музыку (в том числе популярный в последнее время lossless-формат FLAC), фотографии и аудиокниги. Снабжён радиоприёмником. Встроенный микрофон может записывать аудиофайлы в формате WAV.
Доступен с различным объёмом встроенной памяти — 2 Гбайт, 4 Гбайт, 8 Гбайт. А также в пяти цветах: синем, чёрном, розовом, красном и серебряном.
Гнездо для карт памяти MicroSD позволяет официально использовать карты microSDHC до 32 GB, и неофициально - microSDXC любого объёма после форматирования её в FAT32 посредством guiformat.
Проигрыватель снабжён жидкокристаллическим монитором TFT диагональю 1,9 дюйма с разрешением 220×176 пикселей.
Размеры 7,9 см × 4,8 см × 0,8 см.
В настоящее время снят с производства.

### Sansa View
Портативный мультимедийный проигрыватель. Воспроизводит видео, музыку, фотографии и аудиокниги, снабжён радиоприёмником и диктофоном.
Премьера состоялась 10 сентября 2007 года, однако на рынок проигрыватель попал только 1 октября. Внешне Sansa View напоминает модели серии Sansa e200, но отличается 2,4-дюймовым QVGA экраном (320 × 240 пикселей), а также возможностью проигрывать видео форматы H.264, MPEG-4 и незашифрованный WMV.
Sansa View оснащён внутренней памятью в 8 Гбайт, 16 Гбайт или 32 Гбайт, а также - слотом для microSDHC.
В настоящее время снят с производства.

### Sansa Clip
Миниатюрный цифровой аудиоплеер. Снабжён радиоприёмником.
Был выпущен 9 октября 2007 года. Обладает OLED-экраном (одна строчка жёлтая, три синие). Для синхронизации с ПК используется разъём miniUSB.
Поддержка аудиоформатов: MP3, WMA, WMA (DRM), OGG, AAC, AAC (DRM), FLAC.
Варианты: 1 Гбайт (чёрный), 2 Гбайта (чёрный, синий, красный, розовый), 4 Гбайта (серебряный, чёрный), 8 Гбайт (серебряный, чёрный).
Sansa Clip имеет миниатюрный размер и малый вес. Прищепка на задней стороне позволяет прикреплять проигрыватель к одежде.

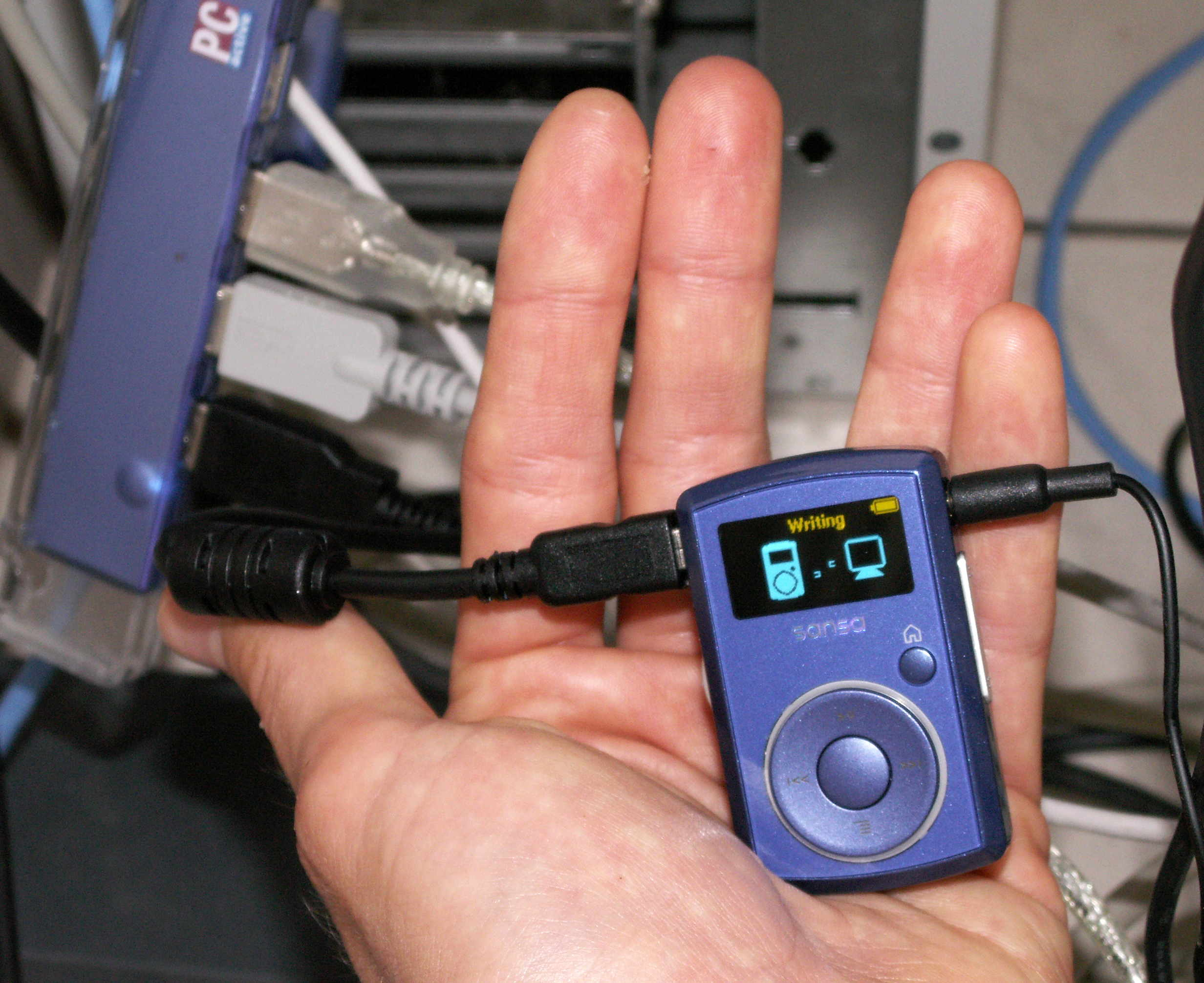
Sansa® Clip на ладони
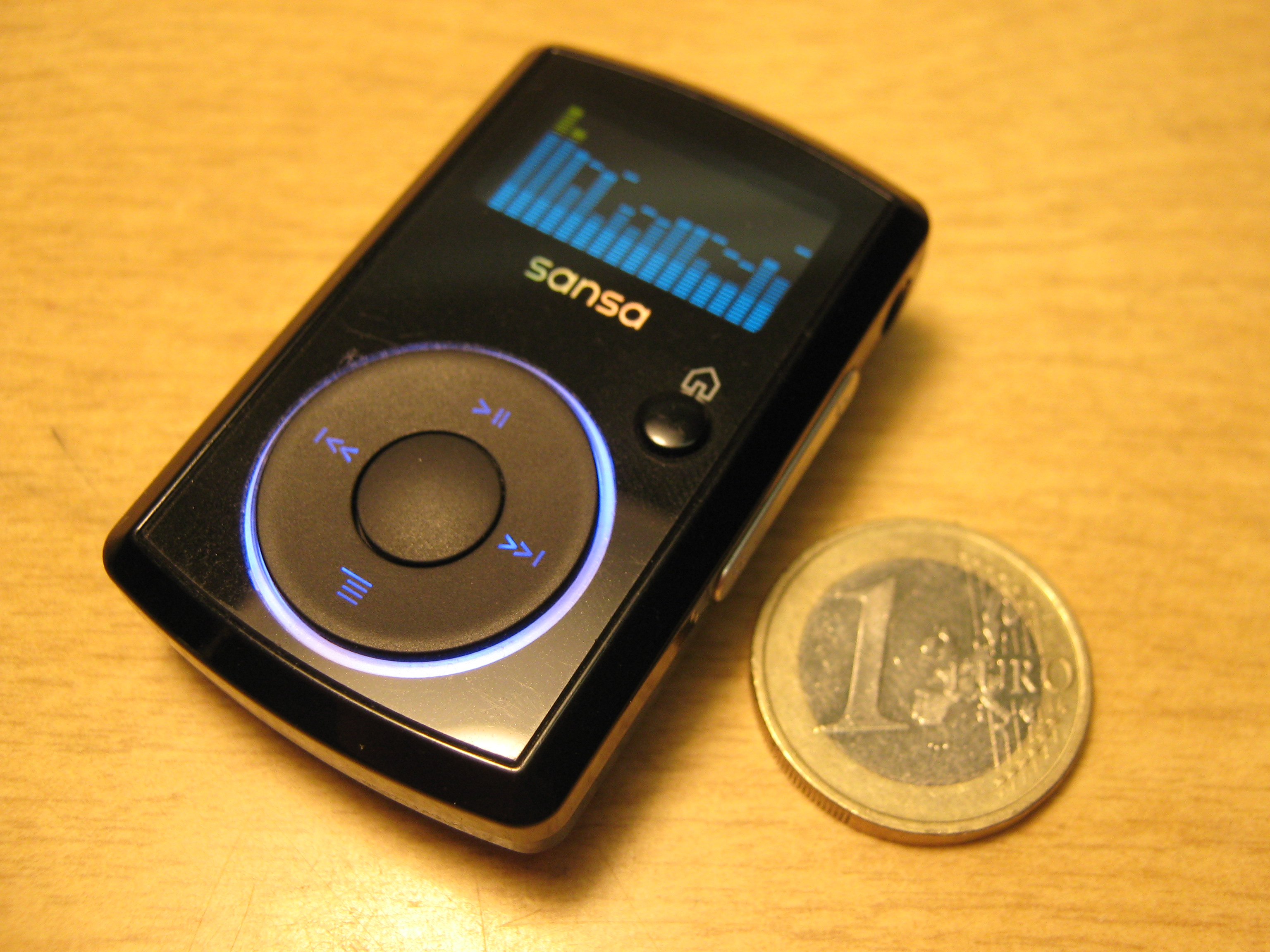
Sansa® Clip и монета 1€
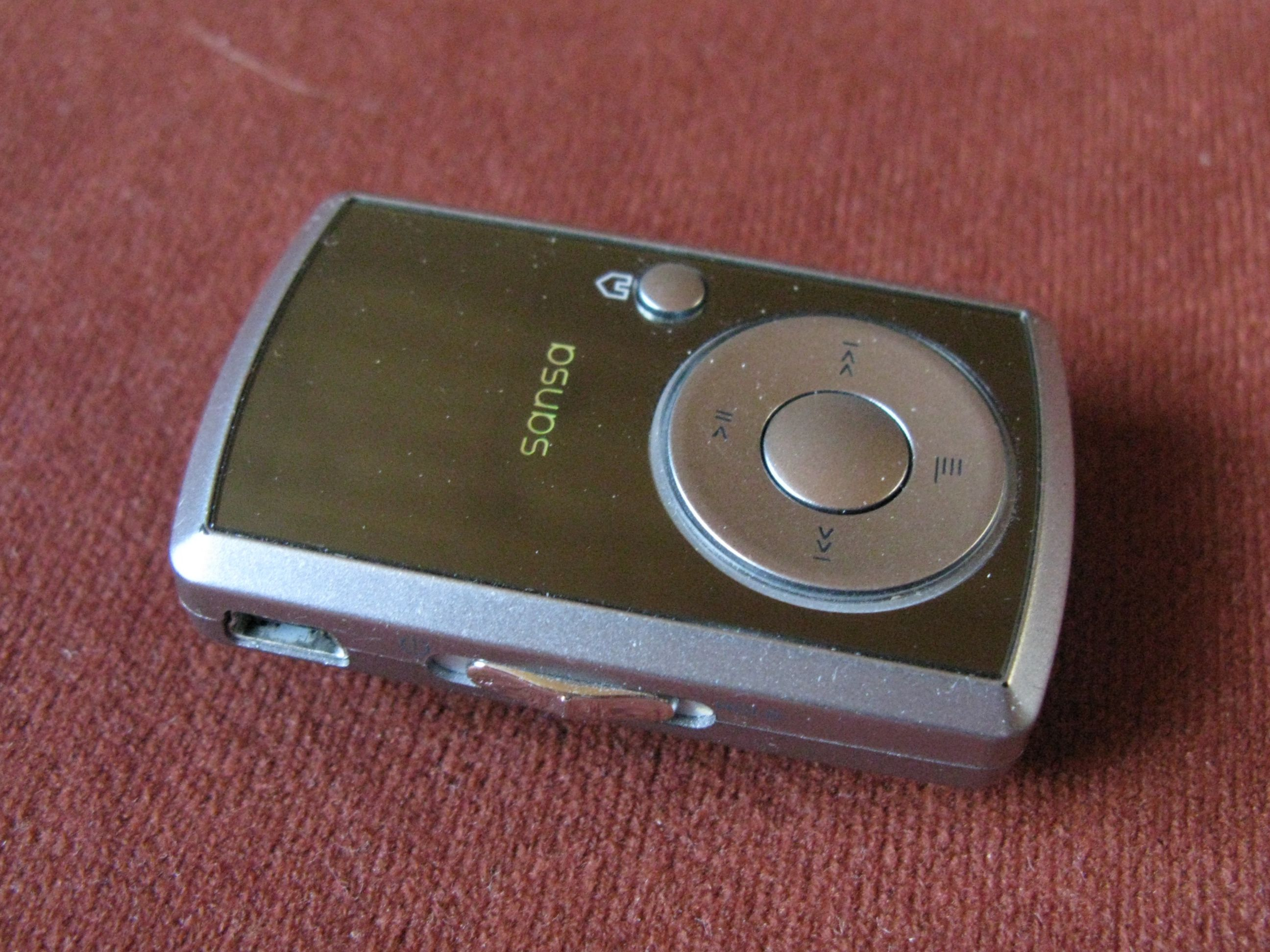
Sansa® Clip
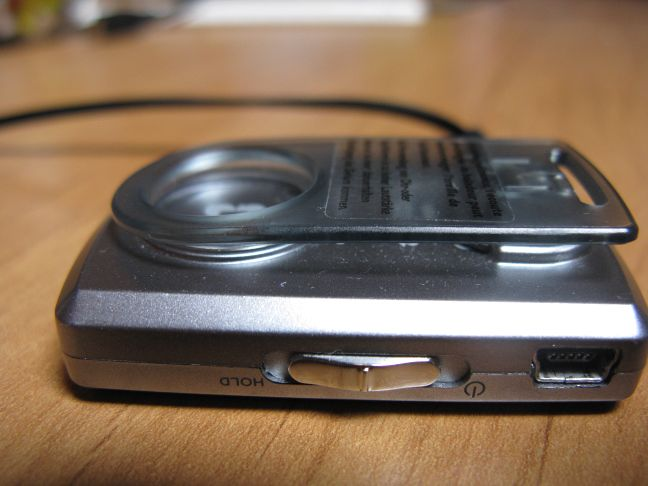
Прищепка

Серия Sansa Clip + отличается наличием слота для microSD-карт, а также изменённым дизайном.

### Sansa Shaker
Портативный аудиопроигрыватель необычной формы (цилиндр, суженный в середине). Встроенный громкоговоритель позволяет слушать музыку без наушников, кроме того, устройство снабжено двумя гнездами для подключения наушников. Переключение песен возможно выполнить, «встряхнув» устройство.
Объём внутренней памяти - 512 Мбайт или 1 Гбайт - может быть расширен с помощью карты microSD.
Батарея AAA, обеспечивающая до 15 часов работы.

### Sansa Express
Портативный аудиопроигрыватель с прямым подключением к USB и внутренней памятью в 1 или 2 Гб. Обладает MicroSDHD-слотом для расширения ёмкости памяти. Снабжён FM-тюнером с возможностью записи. Экран — четырёхстрочный OLED (синий на чёрном).

### Sansa серии c100
Портативные аудиопроигрыватели: Sansa c140 (1 Гб), Sansa c150 (2 Гб). Проигрывают музыку в формате MP3, WMA и Audible, также возможен просмотр небольших изображений. Обеспечивают до 15 часов непрерывной работы на одной батарее ААА.

### Sansa серии e100

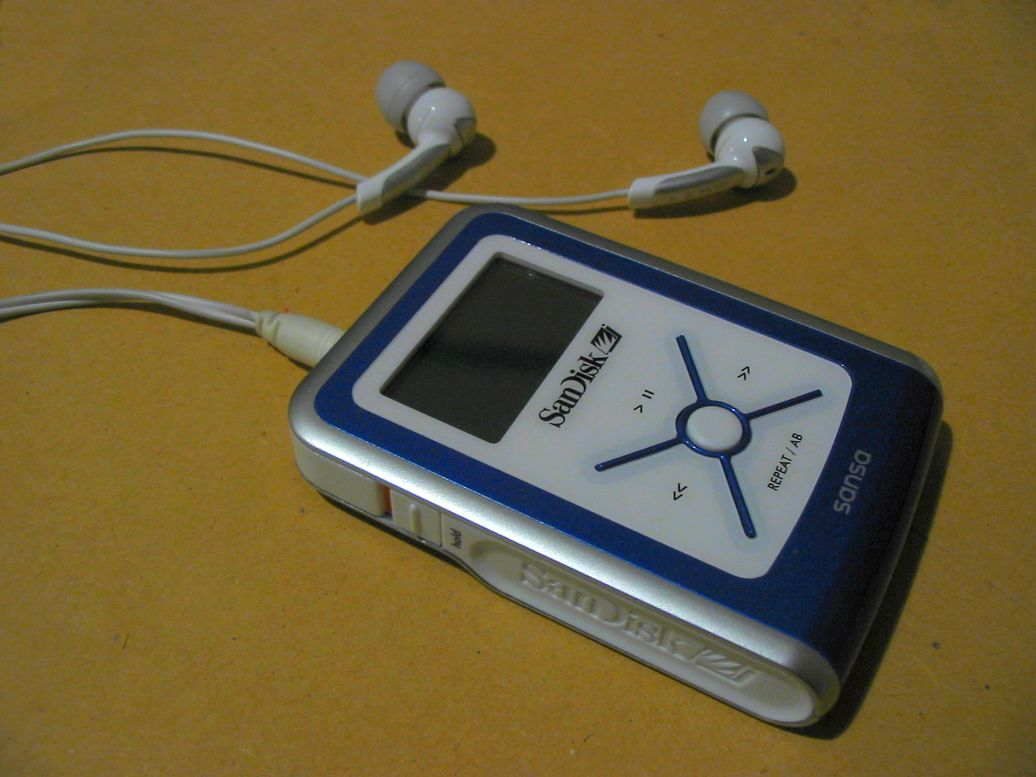
Sansa® e130

Портативные аудиопроигрыватели с монохромным экраном. Обладает FM-тюнером. Внутренняя память 512 Мбайт (e130) или 1 Гбайт (e140). Слот SD может читать карты объёмом до 4 Гбайт. Поддерживает форматы mp3 и WAV. Для питания использует батарею или аккумулятор AAA.

### Sansa серии m200

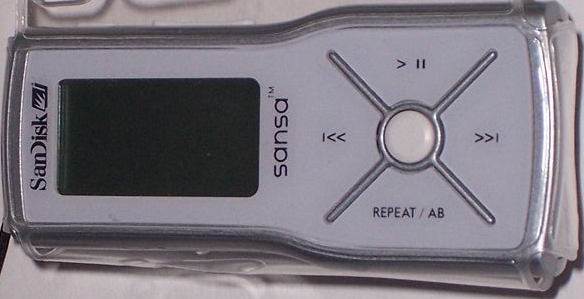
Sansa® m240

Портативные аудиопроигрыватели: m230 (512 Мбайт), m240 (1 Гбайт), m250 (2 Гбайт), m260 (4 Гбайт). Снабжены встроенным радиоприёмником.
Питание плееров осуществляется от одной батареи или аккумулятора стандарта ААА, его хватает на 19 часов работы.
Размеры: 75,2 × 32,8 × 20,8 мм; вес — 39,7 г (с батареей).

### Sansa серии c200
Портативные аудиопроигрыватели для прослушивания музыкальных файлов (MP3, WMA и защищенного WMA DRM) и FM-радио, а также просмотра изображений. Слот MicroSD позволяет увеличить объём памяти на 16 Гбайт.
c240 — 1 Гбайт, с250 — 2 Гбайта.

### Sansa серии e200
Портативные мультимедийные проигрыватели. Воспроизводят музыку и видео, отображают графические файлы. Оснащены слотом под карты памяти microSD/microSDHD, что позволяет расширить их память и увеличивает совместимость с другими устройствами.
SanDisk Sansa e200 оснащены цветным 1,8" TFT-дисплеем. Имеют функцию записи голоса со встроенного микрофона и запись с FM-тюнера.
e250 — 2 Гбайта, e260 — 4 Гбайта, e270 — 6 Гбайт, e280 — 8 Гбайт.
Интерфейс: 30-контактный разъём — USB 2.0
Размеры: 4,4 см × 8,9 см × 1,3 см

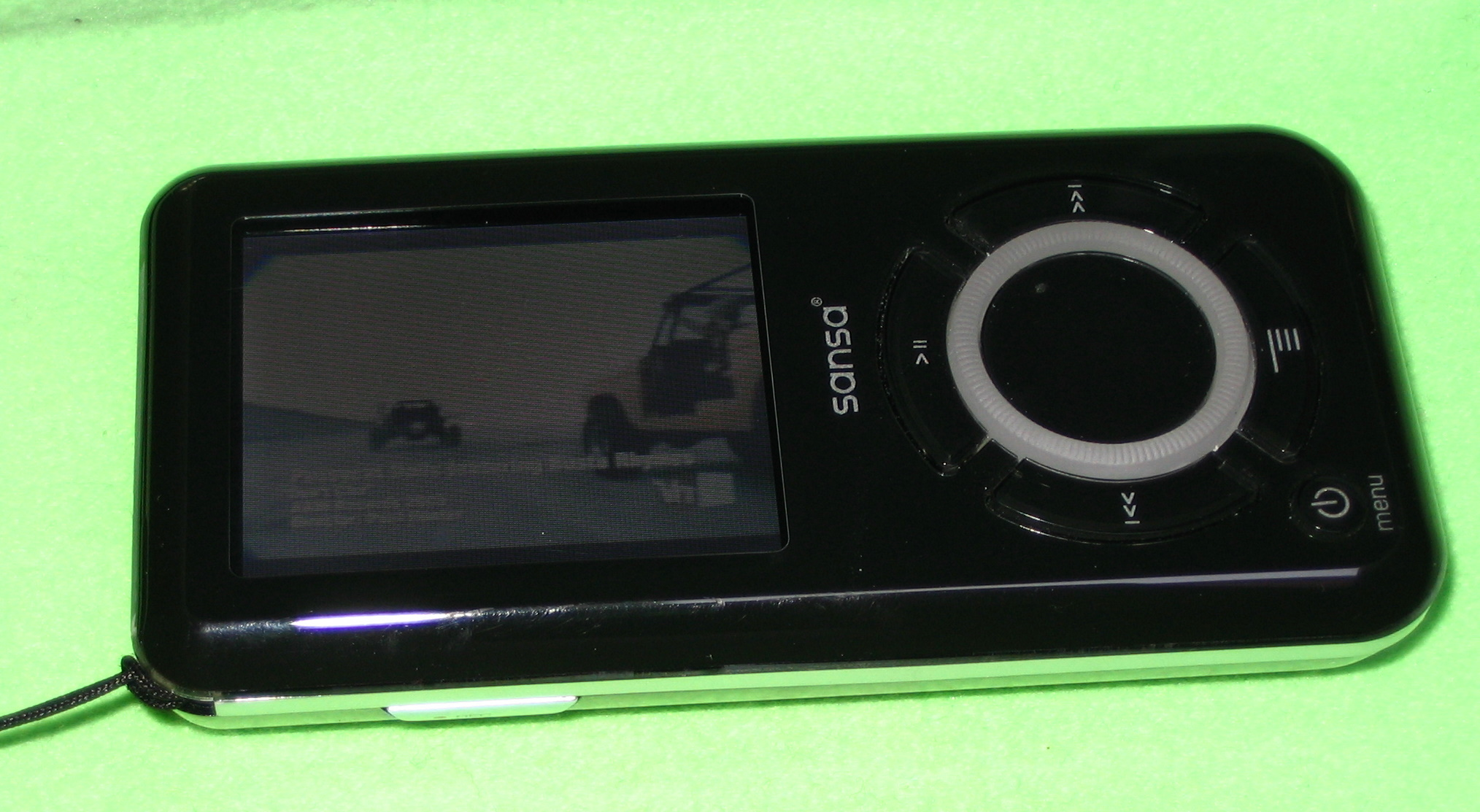
Sansa® e260, проигрывающая видео
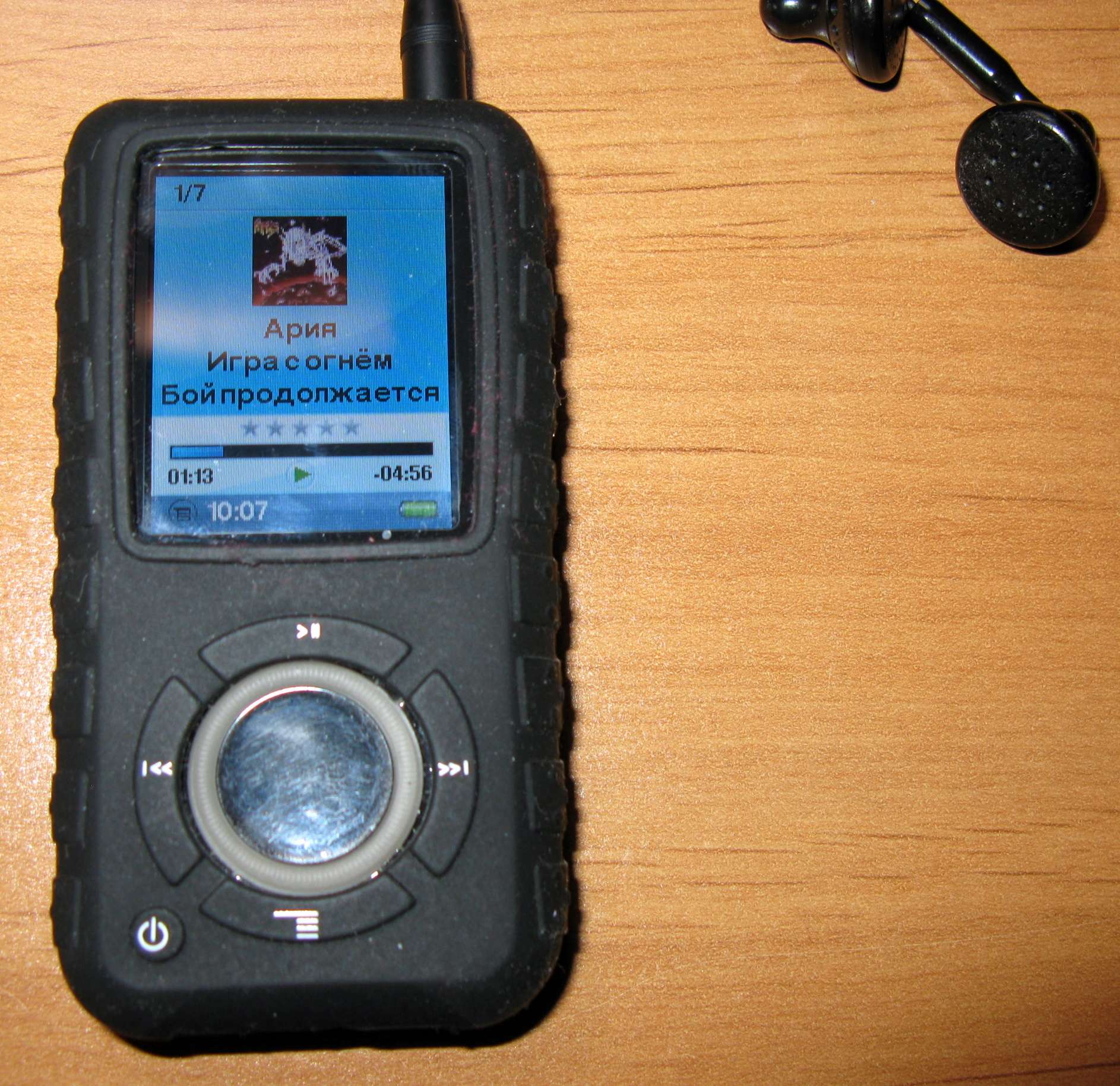
Sansa® e260 в защитном чехле
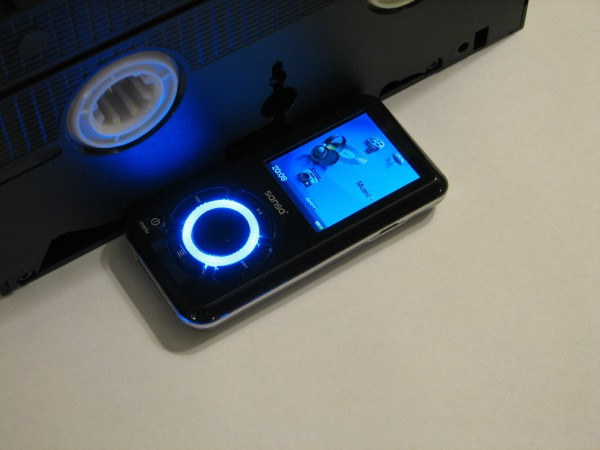
Sansa® e200 в сравнении с видеокассетой VHS

### Sansa Connect
Портативный мультимедийный проигрыватель. Обладает возможностью пользоваться сетями Wi-Fi и брать файлы с музыкальных онлайн-сервисов.
Аппарат обладает 2,2-дюймовым экраном, встроенным громкоговорителем, слотом для карт формата microSD.
Размеры 50×91×16 мм.

## Программное обеспечение
Для полноценного использования проигрывателя необходимо иметь операционную систему Windows XP/Vista/7. Синхронизация музыкальных файлов возможна программой Windows Media Player версии 10 или выше (также проигрыватель можно подключить как внешний USB-накопитель и копировать файлы напрямую).
Конвертация и запись видеофайлов производятся при помощи программы Sansa media converter. Программа Sansa updater обеспечивает обновление микропрограммы портативного проигрывателя.
На все современные модели возможна установка альтернативной микропрограммы — Rockbox, что снимает ограничения на воспроизведение аудио- и видеоформатов и расширяет возможности настройки. Следует отметить, что производитель может рассматривать установку Rockbox как нарушение гарантийного договора.

## Рекламные акции
В мае 2006 года Sandisk запустил рекламную кампанию против iPod, называя пользователей iPod’ов как iSheep и iChimps (яОвца и яШимпанзе). Эти кампании включали в себя постеры-граффити, размещённые в городах и на сайте idont.com и привлекли много внимания в интернете.

## Основные конкуренты
Кроме лидера рынка iPod, ближайшим конкурентом является Zune. Далее идут iriver, портативные проигрыватели фирм Creative Technology, Samsung и др.